# Nia Vardalos
Antonia Eugenia Vardalos, més coneguda com a Nia Vardalos (24 de setembre de 1962, Winnipeg, Canadà) és una actriu i guionista canadenca d'origen grec. Fou nominada a un Globus d'Or el 2002 com a millor actriu de comèdia o musical per My Big Fat Greek Wedding, i fou nominada a l'Òscar al millor guió original per aquesta mateixa pel·lícula.
És filla de pares d'origen grec, la Doreen, mestressa de casa i comtable, i en Constantine 'Gus' Vardalos, treballador de la terra. Va anar a l'Escola Shaftesbury i després a la Universitat de Ryerson. Va casar-se amb l'actor Ian Gómez, que va fer-se cristià ortodox grec abans de casar-se amb ella. Varen acabar adoptant una filla.

## Filmografia
| Any  | Títol                             | Paper            | Notes                                                                                              |
| ---- | --------------------------------- | ---------------- | -------------------------------------------------------------------------------------------------- |
| 1996 | No Experience Necessary           | Sheila           | |
| 1997 | Men Seeking Women                 | Iris             | |
| 1999 | Meet Prince Charming              | Jennifer         | |
| 2002 | My Big Fat Greek Wedding          | Toula Portokalos | Nominada a un Globus d'Or a la millor actriu musical o còmica i a un Oscar al millor guió original |
| 2004 | Connie i Carla (Connie and Carla) | Connie           | també com a guionista                                                                              |
| 2009 | La meva vida en ruïnes            | Georgia          | |
| 2009 | I Hate Valentine's Day            | Genevieve        | com a guionista i directora                                                                        |
| 2011 | Larry Crowne                      | Map Genie (veu)  | també com a guionista                                                                              |
| 2012 | Talk of the Town                  |                  | |
| 2012 | For a Good Time, Call...          | Rachel Rodman    | |
| 2013 | A Wilderness of Monkeys           |                  | |